# Janina Kraupe-Świderska
Janina Kraupe-Świderska (ur. 27 stycznia 1921 w Sosnowcu, zm. 3 marca 2016 w Krakowie) – polska malarka współczesna.

## Życiorys
W 1938 rozpoczęła studia na Wydziale Malarstwa krakowskiej Akademii Sztuk Pięknych w pracowni Pawła Dadleza, po wybuchu II wojny światowej była uczennicą Fryderyka Pautscha w Staatliche Kunstgewerbeschule Krakau, którą ukończyła w 1941. Od 1942 przez rok brała udział działalności konspiracyjnego teatru prowadzonego przez Tadeusza Kantora. Po zakończeniu wojny powróciła na uczelnię, jej nauczycielami byli m.in. uczący malarstwa sztalugowego Eugeniusz Eibisch i Wacław Taranczewski, który wykładał malarstwo monumentalne. Równocześnie była studentką wydziału graficznego, gdzie jej wykładowcami byli Andrzej Jurkiewicz i Konrad Srzednicki. W 1947 ukończyła studia na Wydziale Malarstwa (absolutorium w 1955), a rok później studia graficzne. Zawodowo związana była z macierzystą uczelnią, gdzie w 1980 została profesorem nadzwyczajnym, a siedem lat później zwyczajnym. Od 1957 była związana z Grupą Krakowską, ponadto należała do działającej w Katowicach Grupy Oneiron. W twórczości Janiny Kraupe-Świderskiej zauważalny jest silny wpływ kultur Dalekiego Wschodu oraz zasad filozoficznych zen. Artystka poza malarstwem sztalugowym i ściennym zajmowała się grafiką, większość prac zawiera sceny surrealistyczne i abstrakcyjne z elementami astrologii i magii.
Jej mężem był prof. Jan Świderski, po którego śmierci w 2004 całą spuściznę przekazała do Muzeum Zagłębia w Będzinie.
W 1997 artystka została odznaczona Nagrodą Miasta Krakowa w dziedzinie kultury i sztuki. W 2008 otrzymała Złoty Medal „Zasłużony Kulturze Gloria Artis”.
Od 2008 była członkiem czynnym Polskiej Akademii Umiejętności.